# A Man and His Mate
A Man and His Mate è un film muto del 1915 diretto da John G. Adolfi. Il regista firmò anche la sceneggiatura che si basa sull'omonimo lavoro teatrale di Harold Riggs Durant andato in scena in prima a Springfield il 2 dicembre 1908. Prodotto dalla Reliance Film Company e distribuito dalla Mutual, aveva come interpreti Henry Woodruff, Gladys Brockwell, F.A. Turner, Walter Long, Sam De Grasse, Josephine Crowell, Fred Hamer.

## Trama
Durante una partita di football all'università, Harry Ogden, uno dei giocatori, subisce un incidente, rimanendo ferito. Il giovane viene curato con la morfina ma, ben presto, la droga comincia a dargli assuefazione e Harry diventa tossicodipendente. Lasciato il college, giunge nel West. Senza un soldo, arriva a rubare un cavallo ma viene scoperto e corre il rischio di finire linciato. Viene salvato da Betty, una ragazza che aveva conosciuto nell'Est e che lo nasconde nel suo ranch. Lì, lei si prende cura di lui cercando di guarirlo dalla droga. Quando il padre di Betty viene ritrovato morto però, tutti quanti, pure la ragazza, credono che il colpevole sia Harry, mentre il vero assassino in realtà è Taylor, un pretendente di Betty, che ha ucciso accidentalmente il colonnello. Mentre si raduna una folla inferocita decisa a impiccare Harry, Betty scopre la verità. Ma la massa ormai è incontrollabile e la coppia viene salvata dall'intervento di Choo, l'ingegnere minerario del padre, che uccide Taylor e permette ai due innamorati di fuggire via.

## Produzione
Il film fu prodotto dalla Reliance Film Company.

## Distribuzione
Distribuito dalla Mutual, il film uscì nelle sale cinematografiche statunitensi il 12 aprile 1915.
Copia della pellicola si trova conservata negli archivi del Museum of Modern Art di New York.